# Dayton (Town, Richland County)
Die Town of Dayton ist eine von 16 Towns im Richland County im US-amerikanischen Bundesstaat Wisconsin. Im Jahr 2010 hatte die Town of Dayton 693 Einwohner.
Town hat in Wisconsin eine grundlegend andere Bedeutung, als im übrigen englischsprachigen Bereich. Vielmehr entspricht sie den in den anderen US-Bundesstaaten üblichen Townships, die nach dem County die nächstkleinere Verwaltungseinheit bilden.

## Geografie
Die Town of Dayton liegt im Südwesten Wisconsins. Die Grenze zu Iowa befindet sich rund 55 km westlich. Nach Minnesota sind es rund 75 km in nordnordwestlicher Richtung; nach Illinois sind es rund 110 km nach Süden.
Die geografischen Koordinaten des Zentrums der Town of Dayton sind 43°20′10″ nördlicher Breite und 90°29′46″ westlicher Länge. Sie erstreckt sich über eine Fläche von 90,9 km². Die Town of Dayton umschließt vollständig die selbstständige Gemeinde Boaz, ohne dass diese der Town angehört.
Die Town of Dayton liegt im Zentrum des Richland County und grenzt an folgende Nachbartowns:
| Town of Sylvan   | Town of Marshall                            | Town of Rockbridge |
| Town of Akan     | Kompassrose, die auf Nachbargemeinden zeigt | Town of Richland   |
| Town of Richwood | Town of Eagle                               | Town of Orion      |

## Verkehr
Der U.S. Highway 14 verläuft in West-Ost-Richtung durch die Town of Dayton. Daneben verlaufen noch die County Highways Q, Y und Z durch das Gebiet der Town of Dayton. Alle weiteren Straßen sind untergeordnete Landstraßen sowie teils unbefestigte Fahrwege.
Mit dem Richland Airport befindet sich rund 20 km südöstlich der Town ein kleiner Flugplatz. Die nächsten Verkehrsflughäfen sind der Dubuque Regional Airport in Iowa (rund 135 km südsüdwestlich), der La Crosse Regional Airport (rund 110 km nordnordwestlich) und der Dane County Regional Airport in Wisconsins Hauptstadt Madison (rund 110 km ostsüdöstlich).

## Bevölkerung
Nach der Volkszählung im Jahr 2010 lebten in der Town of Dayton 693 Menschen in 278 Haushalten. Die Bevölkerungsdichte betrug 7,6 Einwohner pro Quadratkilometer. In den 278 Haushalten lebten statistisch je 2,45 Personen. 
Ethnisch betrachtet setzte sich die Bevölkerung zusammen aus 97,8 Prozent Weißen, 0,1 Prozent (eine Person) amerikanischen Ureinwohnern, 0,4 Prozent Asiaten sowie 1,2 Prozent aus anderen ethnischen Gruppen; 0,4 Prozent stammten von zwei oder mehr Ethnien ab. Unabhängig von der ethnischen Zugehörigkeit waren 2,2 Prozent der Bevölkerung spanischer oder lateinamerikanischer Abstammung. 
22,7 Prozent der Bevölkerung waren unter 18 Jahre alt, 60,1 Prozent waren zwischen 18 und 64 und 17,2 Prozent waren 65 Jahre oder älter. 48,1 Prozent der Bevölkerung war weiblich.
Das mittlere jährliche Einkommen eines Haushalts lag bei 52.083 USD. Das Pro-Kopf-Einkommen betrug 20.992 USD. 11,3 Prozent der Einwohner lebten unterhalb der Armutsgrenze.

## Ortschaften in der Town of Dayton
Neben Streubesiedlung existieren in der Town of Dayton keine weiteren Siedlungen.